# Yển Sư
Yển Sư (chữ Hán giản thể: 偃师区, Hán Việt: Yển Sư khu) là một quận trực thuộc địa cấp thị Lạc Dương, tỉnh Hà Nam, Cộng hòa Nhân dân Trung Hoa. Quận này có di chỉ Nhị Lý Đầu thời nhà Hạ, di chỉ Bạch Điếm Thành thời nhà Thương. Quận này có diện tích 948,4 km2, dân số năm 2004 là 830.000 người. Yển Sư nằm ở phía tây tỉnh Hà Nam, phía đông giáp Phàn Nghĩa của Trịnh Châu, phía nam là Tung Sơn, phía bắc là Hoàng Hà.
Quận Yển Sư được chia ra thành các đơn vị hành chính gồm 13 trấn, 4 hương, 332 thôn hành chính.
- Trấn: Thành Quan, Đô Dương Sơn, Nhạc Than, Cố Huyện, Địch Trấn, Điền Trang, Lý Thôn, Khấu Điếm, Cao Long, Câu Thị, Phủ Điếm, Chư Cát.
- Hương: Mang Lĩnh, San Hóa, Phật Quang, Đại Khẩu